# Politique étrangère de la Géorgie

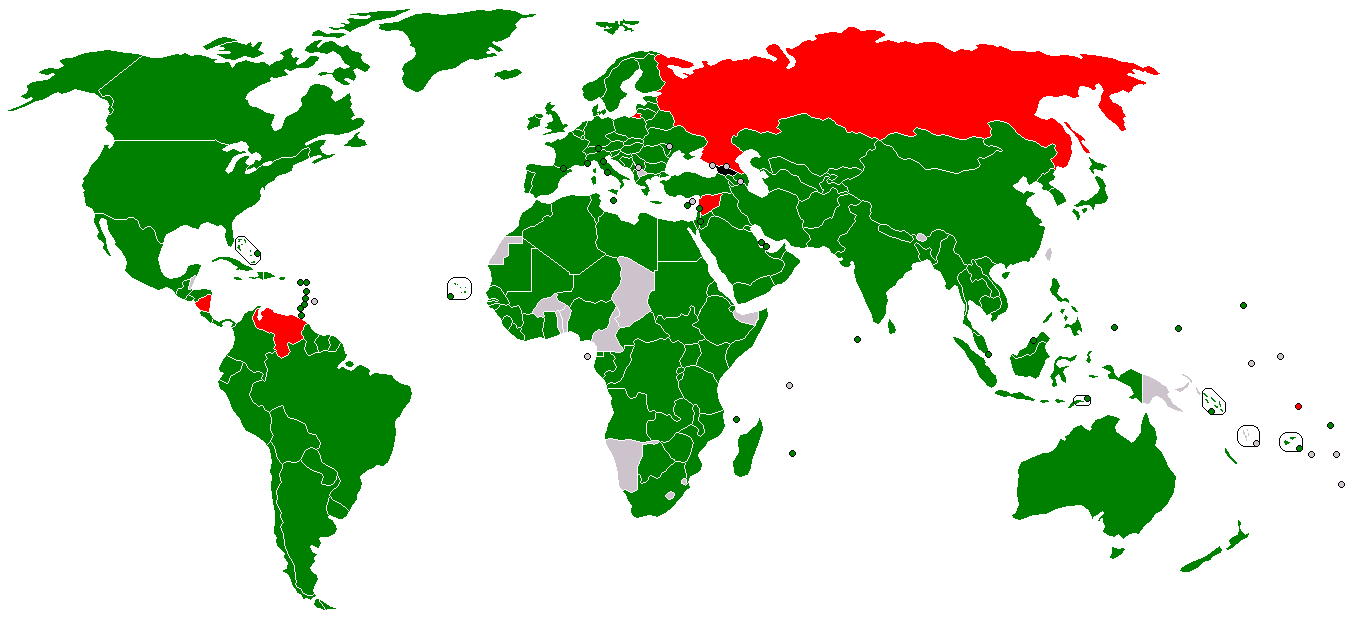
Politique étrangère de la Géorgie :
Relations diplomatiques
Absence de relations diplomatiques
Relations diplomatiques rompues

La Géorgie, située au pied du Caucase, sur le rivage oriental de la mer Noire, à la limite de l'Europe et de l'Asie, est une région stratégiquement importante. En plus d'être une passerelle de la mer Noire dans le Caucase, la région sert de tampon entre la Russie et la Turquie. La Géorgie a eu tout de cours de son existence des relations tumultueuses avec le voisin russe mais cherche à établir de bonnes relations avec ses autres voisins tout en regardant vers l'Occident à la recherche de solutions et d'opportunités. Elle a signé un accord de partenariat et de coopération avec l'Union européenne, participe au partenariat de l'OTAN pour la paix et encourage les investissements étrangers. La France, l'Allemagne, le Royaume-Uni et les États-Unis ont tous des ambassades à Tbilissi.
La Géorgie est un pays membre des Nations unies, du Conseil de l'Europe, de l'OSCE et de l'Organisation de la Coopération économique de la mer Noire (CEMN). En raison de son emplacement stratégique, la Géorgie est à la fois dans les sphères d'influences russes et américains. Les relations de la Géorgie avec la Russie sont actuellement au point mort et au plus bas depuis 1921 en raison de controverses en ce qui concerne des affaires d'espionnage et la deuxième guerre d'Ossétie du Sud de 2008. Par conséquent, la Géorgie a rompu les relations diplomatiques avec la Russie et a quitté la Communauté des États indépendants.

## Relations bilatérales
La Géorgie a établi des relations diplomatiques avec 171 pays, dont le Vatican, l'Ordre de Malte et la Palestine,,.

### Arménie
Les relations bilatérales sont globalement positives, malgré des différends dans le passé (cf. guerre arméno-géorgienne de 1918). La Géorgie est un membre du GUAM et entretient donc une coopération avec l'Arménie dans le domaine des transports et de l'énergie. Les relations avec la Géorgie sont d'une importance particulière pour l'Arménie du fait que dans le cadre du blocus économique imposé par la Turquie et l'Azerbaïdjan en raison du conflit du Haut-Karabakh, la Géorgie offre à l'Arménie sa liaison terrestre et l'accès à ses ports de la mer Noire. Toutefois, en raison de la deuxième guerre d'Ossétie du Sud entre la Géorgie et la Russie, le principal partenaire économique et stratégique de l'Arménie, des problèmes de transit de marchandises ont lieu à cause de la fermeture partielle des frontières russo-géorgiennes. Le président arménien Serge Sargsian a déclaré que l'Arménie ne reconnaît pas officiellement l'Abkhazie et de l'Ossétie du Sud comme des États indépendants tant qu'il n'a pas reconnu la République du Haut-Karabakh.

### Azerbaïdjan
L'Azerbaïdjan a une ambassade à Tbilissi. La Géorgie a une ambassade à Bakou. Les deux pays sont parmi les membres fondateurs de la GUAM. Le président géorgien Mikheil Saakachvili a déclaré en 2011 dans une interview « quiconque s'oppose à l'Azerbaïdjan et la Géorgie est un ennemi de nos deux pays » à propos des relations bilatérales.

### États-Unis
Les relations entre les deux pays sont amicales et les deux pays entretiennent une coopération bilatérale. La Géorgie a envoyé un contingent de 2 000 soldats pour soutenir la Coalition en Irak mais les a retiré en 2008 en raison du conflit avec la Russie. 1 560 soldats géorgiens sont par ailleurs déployés en Afghanistan dans le cadre de l'ISAF en mai 2013 (deux bataillons d'infanterie déployés dans la province d'Helmand et servant aux côtés des Américains). Le pays a perdu 30 soldats et 170 blessés, en Afghanistan depuis 2010. Durant la guerre d'Ossétie du Sud, les États-Unis ont fourni une aide humanitaire à la Géorgie (matériel médical, abris, eau et nourriture entre autres) lors de l'opération Assured Delivery.

### France
Les relations diplomatiques entre les deux pays ont été établies le 21 août 1992. La France dispose d'une ambassade à Tbilissi et la Géorgie d'une ambassade à Paris.
Salomé Zourabichvili, présidente de la Géorgie depuis le 16 décembre 2018, est une diplomate franco-géorgienne né à Paris en 1952, ancienne ambassadrice de France en Géorgie entre 2003 et 2004.

### Japon
Le Japon a fourni des aides étrangères à la Géorgie pour différents projets de développement économiques et culturels. La balance commerciale entre les deux nations est très en faveur du Japon, qui exporte des automobiles et des produits manufacturés, face à la Géorgie qui exporte des produits alimentaires et des produits chimiques.
Le Président géorgien Edouard Chevardnadze a fait une visite officielle au Japon en mars 1999 et le Président Mikheil Saakachvili en mars 2007.
Depuis novembre 2006, la Géorgie maintient une ambassade à Tokyo. Le Japon a une ambassade à Tbilissi.

### Russie

Carte de la reconnaissance des territoires post-soviétiques par la Russie début 2014 : Transnistrie, République de Crimée, Abkhazie, Ossétie du Sud et Haut-Karabagh.
Russie
Anciennes républiques socialistes soviétiques
Territoires post-soviétiques ayant déclaré leur indépendance et reconnus par la Russie
Territoires post-soviétiques ayant déclaré leur indépendance et reconnus uniquement par des territoires devenus indépendants, eux-mêmes reconnus par la Russie

À la suite de l'indépendance de la Géorgie en 1991 de l'URSS, l'Ossétie du Sud et de l'Abkhazie, deux régions autonomes géorgiennes se trouvant sur la frontière ont elles aussi proclamé les leurs, soutenues par la Russie, qui les a ultérieurement reconnues. De ce fait les relations entre ses deux pays ont toujours été tendues et plusieurs guerres ont eu lieu entre d'un côté les forces russes, abkhazes et ossètes, et de l'autre côté les forces géorgiennes lors de la Première Guerre d'Ossétie du Sud et de la Deuxième Guerre d'Ossétie du Sud.
Avec l'élection de Mikheil Saakachvili, président de Géorgie pro-occidental, à plusieurs moments la Russie et la Géorgie en sont venues aux armes, principalement en Ossétie du Sud, région séparatiste pro-russe.
Après une période sans aucune forme de dialogue entre les deux pays, la Russie a proposé de reprendre les relations internationales avec la Géorgie le 2 mars 2012. Cependant, les Géorgiens ont refusé de rétablir des relations bilatérales tant que Moscou reconnaitra l'Abkhazie et l'Ossétie du Sud.
Des bases militaires russes sont installées dans les régions séparatistes géorgiennes d'Ossétie du Sud et d'Abkhazie qui font partie, avec la Crimée et la Transnistrie, du glacis géostratégique russe permettant à Moscou de contrôler y compris militairement sa zone d'influence exclusive ; ces entités se reconnaissent d'ailleurs aussi entre elles.

### Turquie
La Géorgie possède une ambassade à Ankara et de deux consulats à Istanbul et Trabzon.
La Turquie dispose d'une ambassade à Tbilissi et d'un consulat à Batoumi. 
L'oléoduc Bakou-Tbilissi-Ceyhan, ouvert en 2005, traverse les deux pays tout comme le Gazoduc Bakou-Tbilissi-Erzurum
Les deux pays sont membres fondateurs de l'Organisation de coopération économique de la mer Noire.

## Pays avec lesquels la Géorgie n'entretient pas de relations diplomatiques
La Géorgie n'a pas établi (ou n'a plus) de relations diplomatiques avec les pays suivants :
- Barbade, Belize, Venezuela, Russie, Nicaragua ;
- Bénin, Burkina Faso, Cameroun, Tchad, Lesotho, Namibie, Sao Tomé-et-Principe, Seychelles, Swaziland, Togo ;
- Bhoutan ;
- Îles Cook, Kiribati, Nauru, Niue, Papouasie-Nouvelle-Guinée, Tonga ;
- Macédoine ;
- République arabe sahraouie démocratique et le reste des autres États non reconnus internationalement.